# Jean Amilcar
 (avril 2024).
Si vous disposez d'ouvrages ou d'articles de référence ou si vous connaissez des sites web de qualité traitant du thème abordé ici, merci de compléter l'article en donnant les références utiles à sa vérifiabilité et en les liant à la section « Notes et références ».
Jean Amilcar, né en 1782 et mort en 1796 à Paris à l’hospice de l’Unité (nom révolutionnaire de l'hôpital de la Charité), était un ancien enfant esclave sénégalais adopté en 1787 par le roi de France Louis XVI et la reine Marie-Antoinette.

## Biographie

### Arrivée en France
Né en 1782, Jean Amilcar était originaire du Sénégal français, réduit en esclavage dans son enfance.
Il fut envoyé en France par le gouverneur français Stanislas de Boufflers en 1787 pour l'offrir à la reine en « cadeau ». Marie-Antoinette n'a pas trop apprécié qu'on lui offre un petit garçon comme « cadeau » : le fait que ce petit Africain soit désigné comme une « chose » embarrassa beaucoup la reine. Elle trouvait ridicule et démodé d'avoir à ses trousses un petit Maure comme la Du Barry, qu'elle détestait[réf. nécessaire].
Après avoir examiné l'enfant, elle s'inquiéta de savoir s'il ne souffrait pas trop d'être séparé de sa mère. Elle essaya de lui parler. Amilcar se contenait, mais il finit par pleurer. Alors la reine, attendrie, fit appeler l'un de ses domestiques, Jean Muller, et lui enjoignit de s'occuper de ce petit. Muller était marié et sa femme lui tiendrait lieu de mère, en attendant qu'on lui donne un métier. La reine le fit affranchir, l'adopta puis il fut baptisé à Versailles le 20 août 1787 sous le nom de Jean Amilcar et on lui apprit à lire et à écrire, ensuite elle le plaça à ses frais dans un pensionnat. Il n'était pas le premier enfant pris en charge par la reine, car payer pour des enfants adoptifs pauvres faisait partie de la charité attendue d'une reine[réf. nécessaire].

### La révolution de 1789
Marie-Antoinette continuera à subvenir à ses besoins, jusqu'à son enfermement au Temple. Jean est alors confié à un dénommé Beldon, qui l'éduquera, avec plus ou moins de bonté. Cependant, lorsque Marie-Antoinette est emprisonnée en 1792, elle ne peut plus payer ses honoraires mais, depuis sa prison, elle continua à se préoccuper du sort de son protégé. Cela a entraîné l'expulsion de Jean Amilcar de son école. Incapable de subvenir à ses besoins, le jeune garçon serait mort de faim dans la rue à 14 ans[réf. nécessaire].
Néanmoins, des recherches ultérieures ont prouvé que cela était faux. Jean, alors âgé de onze ans, est pris en charge par l'un de ses professeurs, Quentin Beldon, qui sur les instructions de Marie-Antoinette, demande au gouvernement d'assurer la scolarisation de Jean en référence au soutien que le gouvernement révolutionnaire accordait aux personnes réduites en esclavage sous l'Ancien régime. Même sans plus recevoir de pension (car la Convention ne répondait pas à ses courriers), Beldon, qui s’était attaché à Jean Amilcar, continua de prendre soin de lui. Beldon, ruiné, s’était installé avec son protégé à Paris, rue de Vaugirard. Il travaillait au Petit-Luxembourg à l’administration des Poids et mesures (qui occupait alors le palais). Il y était très vraisemblablement logé[réf. nécessaire].
Ce n’est qu’à la fin de 1795 que Beldon reçut enfin des fonds de l’administration du département de Seine-et-Oise. Affichant un talent pour le dessin, Jean Amilcar fut mis en pension avec le soutien de l'État le 2 mars 1796 à l’école nationale de Liancourt à Paris pour y apprendre le métier d’artiste-peintre. Il mourut d'une maladie dans un hôpital parisien quelques semaines plus tard. Son seul héritier était le citoyen Beldon, auquel on rendit les maigres effets de son protégé.